# DJ MAYUMI
DJ MAYUMI（ディージェイ・マユミ）は東京都・横浜を中心に活動するDJである。海外でも活動している。2007年、ユニバーサルミュージックよりメジャーデビュー。

## 概要
1996年、DJを始める。DJの他には当時ダンスにもはまっていたという。
横浜を象徴するモンスター・イベント、『BERRYJAM』のオーガナイザーとして注目を集める。
神戸コレクション・仙台コレクションなどのファッションショーや多くの雑誌でモデルを務める傍ら、アパレルデザ イナーやメディアMC・DJ講師を担当するなど、その活動は多岐に渡る。テレビ東京系「MUSIX!」では当時モーニング娘。のメンバーであった矢口真里のDJ講師を担当、テレビ東京系「音風♪」では番組司会を務め、日本テレビ系 「少年チャンプル」レギュラー出演ほか、数々のテレビやラジオに出演。
現在、自身がプロデュースを手がけたVestaxのオリジナルヘッドフォン"HMX-1"が世界展開中。

## ディスコグラフィー

### インディーズ
アルバム
- UK MIX
- Made in Japan vol. 2 Selected by DJ MAYUMI（2005年12月21日）

DVD
- Female Dj's（2005年9月28日）

### メジャー

#### シングル
1. PARTY UP/DJ MAYUMI feat. ZEEBRA, HOKT, MAY'S（2009年4月1日）
2. PARADISE feat. AK-69, BIG RON & JAY'ED（2009年7月29日）

#### アルバム
1. BERRY JAM MIXED UP（2007年3月12日）
2. BERRY JAM COLLECTION mixed by DJ MAYUMI（2007年7月2日）
3. Love Collection（2008年3月25日）
4. DJ MAYUMI'S BERRY JAMAICA -REGGAE COLLECTION-（2008年7月23日）
5. BERRY JAM COLLECTION 2 mixed by DJ MAYUMI（2008年7月23日）
6. Love Is... selected by DJ MAYUMI（2008年12月17日）
7. DJ MAYUMI’s Area Connection（2009年4月15日）
8. BERRY JAM PARADISE mixed by DJ MAYUMI（2009年7月29日）
9. HbG×DJ MAYUMI GIRLS COLLECTION（2010年1月13日）
10. PARTY UP COLLECTION（2010年5月26日）
11. tommy girl×DJ MAYUMI STREET COLLETION（2010年11月17日）
12. PEACH JOHN × DJ MAYUMI Private Pink Party（2012年1月25日）
13. BERRY JAM COLLABORATION（2012年10月31日）1st Original Album
14. A-TTENT↑ON mixed by DJ MAYUMI（2014年4月2日）

## 出演

### TV
- 日本テレビ系「少年チャンプル」レギュラー
- テレビ東京系「音風♪」番組司会